# De Oude Stad B.V.
De Oude Stad is de uitgever van de Nederlandse tijdschriften De Oud-Amsterdammer (sinds 2014 De Amsterdamse Krant), De Oud-Hagenaar (sinds februari 2019 De Haagse Tijden), De Oud-Rotterdammer en De Oud-Utrechter. 
Het bedrijf werd opgericht door Fred Wallast en is gevestigd in Nieuwerkerk aan den IJssel.

## Inhoud
De tweewekelijkse kranten bevatten persoonlijke herinneringen van 50-plussers die in een bepaalde periode in de betreffende stad woonden.

## Uitgaven
| Titel               | Jaar van oprichting | Oplage  | Columnist      | Opmerking                                |
| ------------------- | ------------------- | ------- | -------------- | ---------------------------------------- |
| De Oud-Rotterdammer | 2005                | 122.000 | Gerard Cox     |                                          |
| De Oud-Hagenaar     | 2009                | 75.000  |                |                                          |
| De Oud-Utrechter    | 2010                | 55.300  | Henk Westbroek |                                          |
| De Oud-Amsterdammer | 2011                | 120.000 |                | De papieren krant werd opgeheven in 2014 |